# Яношхалма
Яношхалма (на унгарски: Jánoshalma) е град в област Бач-Кишкун, южна Унгария. Населението му е 8336 души (по приблизителна оценка за януари 2018 г.).
Разположен е на 135 m надморска височина в Среднодунавската низина, на 64 km западно от Сегед и на 22 km северозападно от границата със Сърбия.